# Dipartimento di Salavina
Salavina è un dipartimento argentino, situato nel centro-sud della provincia di Santiago del Estero, con capoluogo Los Telares.
Esso confina a nord con il dipartimento di Avellaneda, a est con il dipartimento di Aguirre, a sud con il dipartimento di Mitre, a ovest con i dipartimenti di Quebrachos e dipartimento di Atamisqui.
Secondo il censimento del 2001, su un territorio di 3.562 km², la popolazione ammontava a 10.664 abitanti.
Municipi e “comisiones municipales” del dipartimento sono:
- Chilca Juliana
- Los Telares
- Sabagasta
- Villa Salavina